# Кулемзино
Кулемзино (фонетически — Кулёмзино) — село в Рыльском районе Курской области. Входит в состав Студенокского сельсовета.

## География
Село находится в бассейне Обесты, в 123 км западнее Курска, в 17,5 км западнее районного центра — города Рыльск, в 23 км от центра сельсовета — Студенок. В 11 км проходит государственная граница с Украиной.
Климат
Кулемзино, как и весь район, расположено в поясе умеренно континентального климата с тёплым летом и относительно тёплой зимой (Dfb в классификации Кёппена).

## Население
| 2002 | 2010 |
| ---- | ---- |
| 41   | ↘8   |

## Инфраструктура
Личное подсобное хозяйство. В селе 41 дом.

## Транспорт
Кулемзино находится в 11,5 км от автодороги регионального значения 38К-017 (Курск — Льгов — Рыльск — граница с Украиной), в 4 км от автодороги межмуниципального значения 38Н-352 (38К-017 — Гниловка), в 5,5 км от автодороги 38Н-751 (38Н-352 — Анатольевка), в 12 км от ближайшего ж/д остановочного пункта Гудово (линия Хутор-Михайловский — Ворожба).
В 177 км от аэропорта имени В. Г. Шухова (недалеко от Белгорода).